# Halvvägstjärnen (Lycksele socken, Lappland)
Halvvägstjärnen är en sjö i Lycksele kommun i Lappland och ingår i Umeälvens huvudavrinningsområde.